# 深会陰横筋
深会陰横筋（musculus transversus perinei profundus）は骨盤底と会陰の横紋筋である。坐骨の下枝(ramus inferior)で起始し、正中線に向かって移動し、反対側の対応する筋肉とともに会陰縫合（raphe perinei）で停止する。尿道括約筋（musculus urethralis）の一部として、外尿道括約筋（musculus sphincter urethrae membranaceae）と対比される。